# Waleri Grigorjewitsch Resanzew
Waleri Grigorjewitsch Resanzew (russisch Валерий Григорьевич Резанцев, wiss. Transliteration Valerij Grigor'evič Rezancev; * 25. November 1942 in Stalinogorsk, Oblast Tula) ist ein ehemaliger sowjetischer Ringer.

## Werdegang
Waleri Resanzew kam als Jugendlicher in Moskau zum Ringen. Nachdem er in den Polizeidienst eingetreten war und als Junior in die sowjetische Spitzenklasse im Ringen des griech.-röm. Stils vorgestoßen war, wurde er zum Sportklub Dynamo Moskau delegiert, wo Wadim Psarew sein Trainer wurde. Der 1,79 m große Athlet rang immer im Halbschwergewicht (damals bis 90 kg Körpergewicht) und immer im griechisch-römischen Stil. 1972 und 1976 wurde er Olympiasieger. Bei allen zehn internationalen Meisterschaften, an denen er teilnahm, wurde er ohne eine einzige Niederlage Sieger. Es muss für seine Gegner frustrierend gewesen sein, nie an Waleri Resanzew vorbeizukommen. Auch der Bulgare Stojan Nikolow und der Pole Czesław Kwieciński, die seine härtesten Gegner waren, mussten die Überlegenheit Resanzews anerkennen. Sein Ringstil war unspektakulär aber äußerst effizient. Er rang auch mehrere Male beim Großen Preis der Bundesrepublik Deutschland in Aschaffenburg.
Nach dem Ende seiner Laufbahn als aktiver Ringer sah man den Polizeioffizier noch jahrelang als einen der besten Kampfrichter auf den Ringermatten der Welt. Für seine Verdienste um den Ringersport wurde er 2004 in die FILA International Wrestling Hall of Fame aufgenommen.

## Internationale Erfolge
(OS = Olympische Spiele, WM = Weltmeisterschaft, EM = Europameisterschaft, GR = griech.-röm. Stil, Hs = Halbschwergewicht)
- 1970, 1. Platz, EM in Berlin, GR, Hs, mit Siegen über Gürbüz Lü, Türkei, Barends Kops, Niederlande, Nils-Inge Nilsson, Schweden und einem Unentschieden gegen Lothar Metz, DDR;
- 1970, 1. Platz, WM in Edmonton, GR, Hs, mit Siegen über Nicolae Neguț, Rumänien, Venko Tsintsarow, Bulgarien, Chimid Lundaa, Mongolei, Suleyman Akbayi, Türkei, Czesław Kwieciński, Polen und einem Unentschieden gegen Josip Čorak, Jugoslawien;
- 1971, 1. Platz, WM in Sofia, GR, Hs, mit Siegen über Wayne Baugham, USA, Meroud, Iran, Czesław Kwieciński, Metz, Jozsef Perczi, Ungarn und Stojan Nikolow, Bulgarien;
- 1972, Goldmedaille, OS in München, GR, Hs, mit Siegen über Hakon Överby, Norwegen, Günter Kowalewski, BRD, Kimuchi Tani, Japan, Jean-Marie Chardonnes, Schweiz, Corak und Czesław Kwieciński;
- 1973, 1. Platz, Turnier in Klippan/Schweden, GR, Hs, vor Dieter Heuer, DDR u. Arvidsson, Schweden;
- 1973, 1. Platz, EM in Helsinki, GR, Hs, mit Siegen über Darko Nišavić, Jugoslawien, Dieter Heuer, DDR, Nicolae Neguț, Rumänien, Perczi, Roland Andersson, Schweden, Caj Malmberg, Finnland und Nikolow;
- 1973, 1. Platz, WM in Teheran, GR, Hs, mit Siegen über Willie Williams, USA, Nikolow, Dieter Heuer und Czesław Kwieciński;
- 1974, 1. Platz, EM in Madrid, GR, Hs, mit Siegen über Ibrahim Kumas, Türkei, Fred Theobald, BRD, Vasile Fodorpataki, Rumänien, Heuer, Czesław Kwieciński und Nikolow;
- 1974, 1. Platz, WM in Katowice, Gr, Hs, mit Siegen über Piro Kokolari, Albanien, Heuer, Isao Yamaguchi, Japan, Dumitru Monea, Rumänien, Czesław Kwieciński und Nikolow;
- 1975, 1. Platz, WM in Minsk, GR, Hs, mit Siegen über Theobald, Petre Dicu, Rumänien, Darko Nišavić, Czesław Kwieciński, Dieter Heuer und Nikolow;
- 1976, 1. Platz, Großer Preis der Bundesrepublik Deutschland in Aschaffenburg, GR, Hs, vor Fred Theobald, Czesław Kwieciński u. Petre Dicu;
- 1976, Goldmedaille, OS in Montreal, GR, Hs, mit Siegen über Sadao Sato, Japan, Michel Grangier, Frankreich, Petre Dicu, Nikolow und Czesław Kwieciński